# Dynamine tithia
Dynamine tithia är en fjärilsart som beskrevs av Jacob Hübner 1823. Dynamine tithia ingår i släktet Dynamine och familjen praktfjärilar. Inga underarter finns listade i Catalogue of Life.